# یوست گیپرت

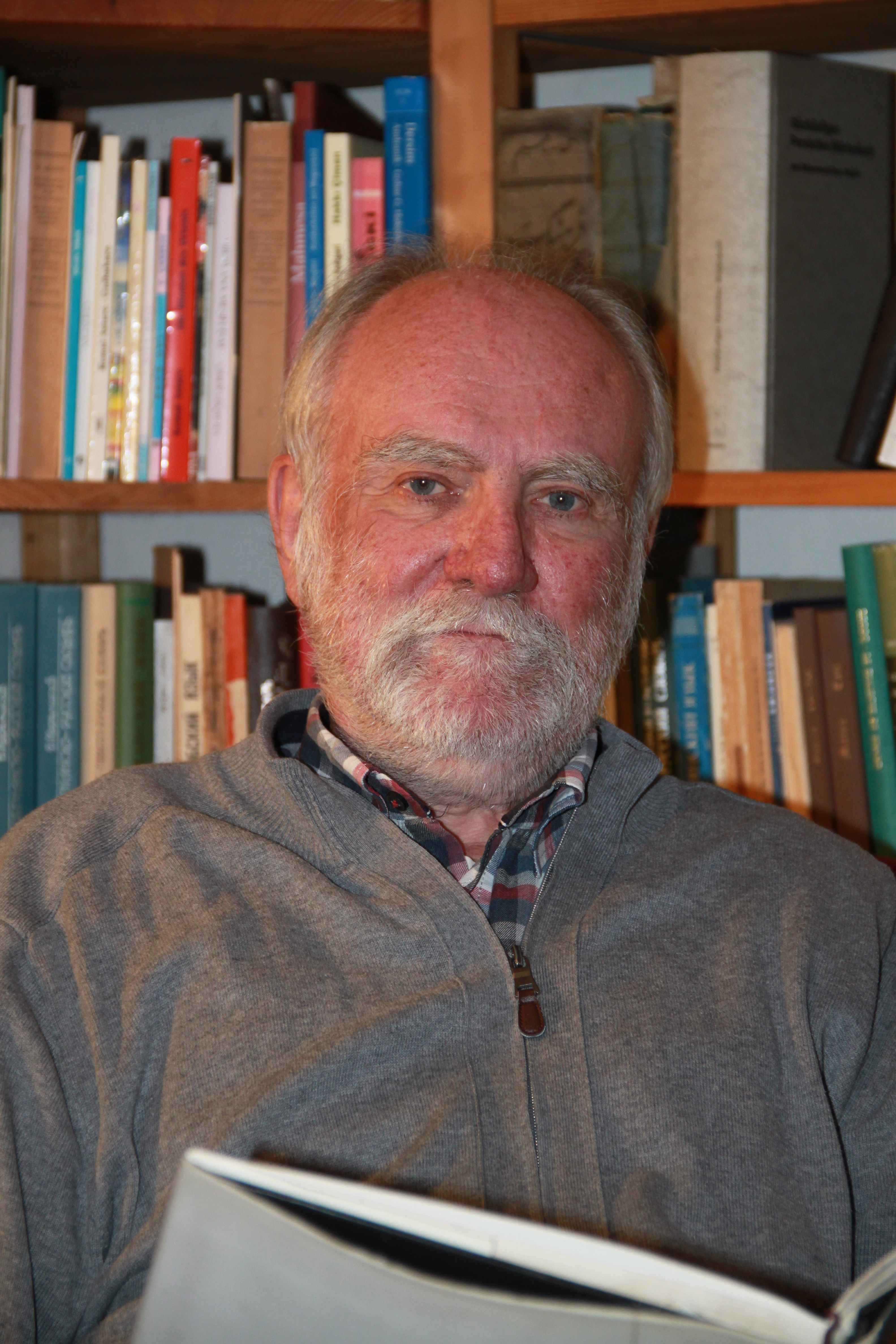
یوست گیپرت

یوست گیپرت (به آلمانی: Jost Gippert) (متولد ۱۲ مارس سال ۱۹۵۶ در شهر هاتینگن واقع در آلمان) دانشمند زبانشناس، قفقاز‌شناس و نویسندهای آلمانی است. وی هم‌اکنون استادتمام زباشناسی تطبیقی در دانشگاه گوته فرانکفورت می‌باشد.

## زندگی‌نامه

Bernard Outtier, یوست گیپرت، Winfried Boeder

در سال ۱۹۷۲ تحصیل دبیرستانی‌اش را در دبیرستان لایبنیتس شهر اسن در آلمان به پایان رسانید. از سال ۱۹۷۲ تا ۱۹۷۷ به تحصیل دانشگاهی در رشته‌های زبانشناسی تطبیقی، هندشناسی، ژاپن شناسی، و چین شناسی در دانشگاه شهر ماربورگ و برلین پرداخت. پس از اتمام تحصیل در سال ۱۹۷۷ به درجهٔ دکترای فلسفه با رساله‌ای در مورد ساختار نحوی مصدر در زبان‌های هندو اروپایی دست یافت. از سال ۱۹۷۷ تا سال ۱۹۹۰ سمت‌های گوناگون دانشگاهی از جمله سمت محقق، معاونت دانشگاه و استادی در دانشگاه برلین، وین و سالزبورگ را دارا بوده‌است.
در سال ۱۹۹۱ به عنوان معاون در پروژه‌های تحقیقی دربارهٔ زبانشناسی رایانه‌ای در شرق‌شناسی به درجهٔ فوق دکترا در دانشگاه شهر بامبرگ آلمان نائل شد. تز کاری ایشان در این پایه وامواژه‌های ایرانی در زبانهای ارمنی و گرجی بود. یوست گیپرت از سال ۱۹۹۴ سمت استادی در رشتهٔ زبانشناسی تطبیقی در دانشگاه یوهان ولفگانگ گوتهٔ شهر فرانکفورت را داراست.
از سال ۱۹۹۶ عضو میهمان آکادمی علوم "گلاتی" گرجستان است. از سال ۲۰۰۲ عضو کمیسیون "تورفان"، و از سال ۲۰۰۷ عضو مرکز "زبان" در آکادمی علوم برلین و براندنبورگ است. در سال ۱۹۹۷ به درجهٔ استادتمام افتخاری دانشگاه سولخان-سابا اوربلیانی تفلیس گرجستان نائل شد؛ و نیز در سال ۲۰۱۳ دکترای افتخاری دانشگاه شوتا روستاولی شهر باتومی گرجستان را دریافت کرد.
از سال ۱۹۹۴ یعنی از زمانی که دارای کرسی پروفسوری دانشگاه گوته فرانکفورت در رشته زبانشنانی تطبیقی است، در کنار موضوعات تحقیقاتی خود چون زبانشناسی هندواروپایی ورده‌شناسی زبانی به تحقیق وسیعی در زمینه زبان‌شناسی تاریخی قفقاز نیز می‌پردازد.
در این زمینهٔ علمی، چندین پروژهٔ بین‌المللی تحت سرپرستی ایشان در حال انجام است. به عنوان زبانشناس رایانه‌ای، سرپرستیِ پروژهٔ تیتوس را به عهده دارد که خود آن را در سال ۱۹۸۷ پایه‌گذاری کرده‌است. تمرکز تحقیقی و کاری این پروژه، ثبت و تدوین دستنوشته‌ها و متون کهن زبان‌های هندواروپایی و نیز زبان‌های همسایهٔ آنها به صورت دیجیتالی است. اولویتهای پژوهشی ایشان عبارتند از: زبانشناسی تطبیقی-تاریخی، رده‌شناسی زبانی، پیکرهٔ متنی (کورپوس) الکترونیکی، ثبت و ضبط چند رسانه‌ای زبان، و تحلیل الکترونیکی دستنوشته‌های کهن.

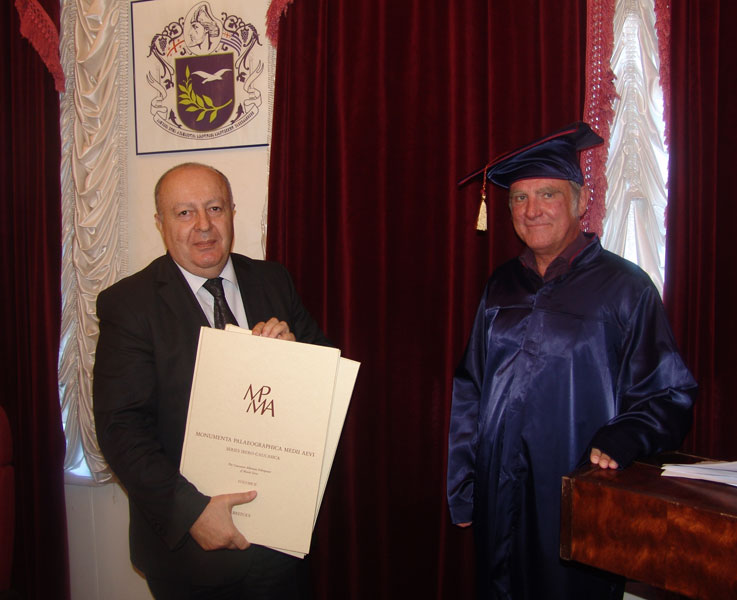
یوست گیپرت، دانشگاه باتومی، ۲۰۱۳

## علوم انسانی دیجیتال

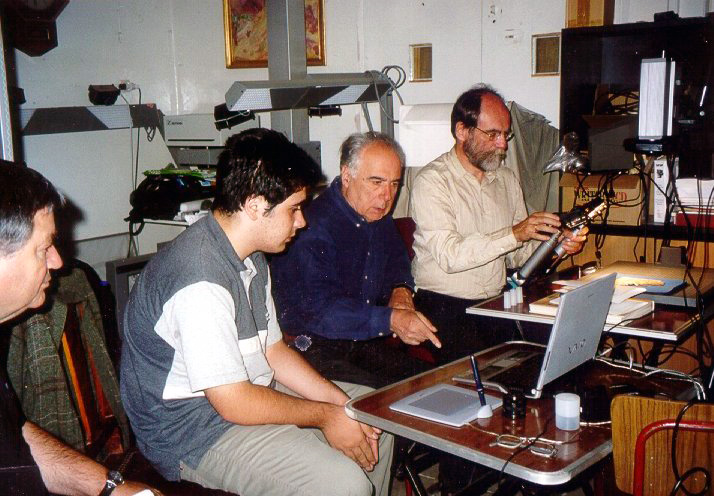
Palimpsest research on Mount Sinai

### تیتوس، آرمازی، جی ان سی و لووه
یوست گیپرت بنیانگذار و سرپرست پروژهٔ تیتوس (به آلمانی: Thesaurus Indogermanischer Text- und Sprachmaterialien) است، پروژه‌ای که جمع‌آوری و ثبت دیجیتال متون و دست نوشته‌های کهن زبان‌های هندواروپایی و زبان‌های همسایهٔ آن را (از سال ۱۹۸۷) هدف خود قرار داده است. در سال ۱۹۹۹ یوست گیپرت پروژهٔ آرمازی (ARMAZI)(زبان‌ها و فرهنگهای قفقازی: ثبت و ضبط الکترونیکی) را بنیاد نهاد. هدف این پروژه جمع‌آوری و ثبت دیجیتال متون و دستنوشته‌ها به زبانهای قفقازی است. از بطن این پروژه، پروژهٔ جدیدی متولد شده‌است که پیکرهٔ زبانی (بدنهٔ زبانشناختی) ملی گرجی نام گرفته‌است.
وی از سال ۲۰۱۰ ریاست بخش "علوم انسانی دیجیتال: پردازش و تجزیه و تحلیل ترکیبی پیکره های متنی"،در ایالت هسن آلمان را به عهده دارد که در اصل بخشی از پروژهٔ لووه (LOEWE) "پشتیبانی دولت برای توسعه پیشرفت علمی و اقتصادی" است. (پروژهٔ مشترک دانشگاه فرانکفورت بادانشگاه فنی شهر دارمشتات و نیز بنیاد آزاد آلمان / موزهٔ گوته شهر فرانکفورت)

### تحلیل الکترونیکی دستنوشته‌ها
یوست گیپرت از اواسط سال ۱۹۹۰ به طور فشرده به پژوهش بر روی دستنوشته‌های شرقی مشغول است. فعالیت‌های ایشان در چهارچوب پروژه‌هایی است که به دیجیتال کردن دستنوشته‌ها (از جمله دستنوشته‌های تخاری مجموعهٔ تورفان برلین) یا متون پوستی می‌پردازند (برای نمونه می‌شود از دستنوشته‌های زبان آلبانی قفقاز نام برد که در کوه سینا یافت شده‌اند). در چهارچوب این فعالیت‌ها در سال ۲۰۰۹ به عنوان پژوهشگر میهمان با گروه تحقیقاتی دانشگاه هامبورگ بنام «فرهنگهای دست نوشته‌ها» همکاری کرد. در ترم تابستانی ۲۰۱۳ به عنوان عضو پترا-کاپرت برای بار دوم به هامبورگ (نزد گروه تحقیقاتی ۹۵۰ "فرهنگهای دستنوشته ها در آسیا، آفریقا و اروپا"، گروه ویژه‌ای که در این سال‌ها شکل گرفته بود) رفت تا در تدوین دائرةالمعارف فرهنگهای دستنوشته آسیا و آفریقا و همچنین کتاب راهنمای پژوهشهای تطبیقی نسخ شرقی همکاری کند.

## پروژه‌ها
- ۱۹۹۵ تا ۱۹۹۸ Avesta and Rigveda: Electronic Analysis
- ۱۹۹۵ تا ۱۹۹۹ The Georgian Verbal System
- ۱۹۹۹ تا ۲۰۰۲ Caucasian Languages and Cultures: Electronic Documentation
- از سال ۲۰۰۰ "Graduate School "Types of Clauses: Variation and Interpretation
- ۲۰۰۲ تا ۲۰۰۶ Endangered Caucasian Languages in Georgia
- ۲۰۰۳ تا ۲۰۰۷ Palimpsest Manuscripts of Caucasian Provenience
- ۲۰۰۵ تا ۲۰۰۹ Georgian Gospels
- ۲۰۰۵ تا ۲۰۰۷ (The Linguistic Situation in modern-day Georgia[۵]
- ۲۰۰۸ تا ۲۰۱۴ Old German Reference Corpus
- از سال ۲۰۰۸ German Language Resource Infrastructure
- ۲۰۰۹ Aché Documentation Project
- از سال ۲۰۰۹ (RELISH (Rendering Endangered Languages Lexicons Interoperable Through Standards Harmonization
- از سال ۲۰۰۹ (Georgian Palimpsest Manuscripts
- ۲۰۱۰ Corpus Caucasicum
- از سال ۲۰۱۱ "LOEWE Research Unit "Digital Humanities – Integrated Processing and Analysis of Text-based Corpora
- از سال ۲۰۱۱ Khinalug Documentation Project
- از سال ۲۰۱۱ Relative Clauses in a Typological View
- از سال ۲۰۱۲ Georgian National Corpus